# Boris Dimovski
Boris Dimovski (ur. 18 marca 1943 w Sistewie, w  gminie Zełenikowo) – jugosłowiański zapaśnik walczący w stylu wolnym. Olimpijczyk z Meksyku 1968, gdzie odpadł w eliminacjach w kategorii 52 kg.
Zajął czwarte miejsce na mistrzostwach Europy w 1968. Wicemistrz igrzysk śródziemnomorskich w 1967 roku.